# مارك أميس
مارك أميس (بالإنجليزية: Mark Ames)‏ هو صحفي أمريكي، ولد في 3 أكتوبر 1965.